# Matt Cornett
Matt Cornett (Rogers, 6 ottobre 1998) è un attore e cantante statunitense.
È conosciuto in particolare per il ruolo di EJ Caswell nella serie High School Musical: The Musical: La serie e di A-Lan nel film Zombies 3.

## Biografia
Cornett è cresciuto a Rogers, in Arkansas insieme ai suoi genitori, Art e Rhonda Cornett, suo fratello e sua sorella, prima di trasferirsi a Los Angeles nel 2012 per concentrarsi sulla sua carriera da attore. Oltre alla recitazione, le sue più grandi passioni sono il football americano, cantare, suonare la chitarra e giocare ai videogiochi. Ha un husky siberiano di nome Kota.

### Carriera
Dopo diversi ruoli secondari, tra cui quello di Zach Barnes nella serie televisiva Bella and the Bulldogs tra il 2015 e il 2016, Cornett ottiene il ruolo che lo renderà maggiormente noto al pubblico, ovvero quello di EJ Caswell nella serie prodotta da Disney Plus, High School Musical: The Musical - La serie, con debutto nel novembre 2019. Nel 2022 entra a far parte del terzo film della trilogia di Zombies 3, film prodotto sia per Disney Channel e sia per Disney Plus, nel ruolo di A-Lan, un alieno.

## Vita privata
Ha avuto una relazione con la modella ed attrice Brookelynn Elizabeth fino al 2020.È grande amico di Joshua Bassett, conosciuto sul set di HSMTMTS, e di Pearce Joza, conosciuto sul set di Zombies 3.

## Filmografia

### Cinema
- Can, regia di Ray Cartier (2013)
- I Think My Babysitter's an Alien, regia di R.L. Scott (2015)
- Inconceivable, regia di Jonathan Baker (2017)
- Alex & Me, regia di Eric Champnella (2018)
- Zombies 3, regia di Paul Hoen (2022)

### Televisione
- Nightmare U - serie tv, 3 episodi (2012-2014)
- Southland - serie tv, 1 episodio (2013)
- The Dunes Club, regia di Gary Halvorson - Film TV (2015)
- Bella e i Bulldogs - serie tv (2015-2016)
- Criminal Minds - serie tv, 1 episodio (2016)
- Life in Pieces - serie tv, 4 episodi (2017-2018)
- Perfect Citizens, regia di Steven L. Fawcette - Film TV (2018)
- Game Shakers - serie tv, 3 episodi (2019)
- High School Musical: The Musical - La serie - serie tv (2019-2023)

## Discografia

### Colonne sonore
- 2020 – High School Musical: The Musical: The Series: The Soundtrack
- 2020 – High School Musical: The Musical: The Holiday Special: The Soundtrack
- 2021 – High School Musical: The Musical: The Series: The Soundtrack (Season 2)
- 2022 - ZOMBIES 3 (Original Soundtrack)
- 2022 - High School Musical: The Musical: The Series: The Soundtrack (Season 3)
- 2023 - High School Musical: The Musical: The Series: The Soundtrack (Season 4)

### Raccolte
- 2021 – Best of High School Musical: The Musical: The Series